# Akul
Akul is een bestuurslaag in het regentschap Gayo Lues van de provincie Atjeh, Indonesië. Akul telt 970 inwoners (volkstelling 2010).